# 欧盟航空安全局
欧盟航空安全局（英語：European Union Aviation Safety Agency, EASA）是欧盟負責监管民用航空安全领域的机构。欧盟航空安全局总部设在德国科隆，成立于2002年7月15日，在2008年实现其全面的功能，以取代联合航空局的功能。欧洲自由贸易联盟国家被授权参与该机构。
欧盟航空安全局的职责包括进行安全性分析和研究，授权国外公司，提議并起草欧盟法规，执行和监测安全规则（包括对其成员国的观察），给飞机及其组件进行型号认证，以及批准相关航空产品的设计，制造和维护的机构。其为与美国联邦航空管理局同为世界上主要的航空器适航证颁发者。
作为單一歐洲天空II（旨在標準化和協調歐盟境內所有的航空交通管制）的一部分，该机构被赋予了额外的任务。計畫將於2013年之前实施。自2012年12月4日起，欧盟航空安全局能够在涉及第三方的情況下對功能性空域封鎖进行认证。

## 成员国
现EASA共有31个成员国，其中包括所有27个欧盟成员国：
- 奥地利
- 比利时
- 保加利亚
- 賽普勒斯
- 捷克
- 丹麦
- 爱沙尼亚
- 芬兰
- 法國
- 德国
- 希腊
- 匈牙利
- 爱尔兰
- 義大利
- 拉脫維亞
- 立陶宛
- 盧森堡
- 馬爾他
- 荷蘭
- 波蘭
- 葡萄牙
- 羅馬尼亞
- 斯洛伐克
- 斯洛維尼亞
- 西班牙
- 瑞典
- 挪威
- 冰島
- 列支敦斯登
- 瑞士

已退出：
- 英国（英国脱欧前为EASA成员国）